# Parafia św. Marka Ewangelisty w Rososzycy
Parafia Świętego Marka Ewangelisty w Rososzycy – parafia rzymskokatolicka należąca do dekanatu Ołobok diecezji kaliskiej. Została utworzona w XV wieku. Mieści się przy ulicy Kościelnej. Prowadzą ją księża diecezjalni.